# Whistler Mountain

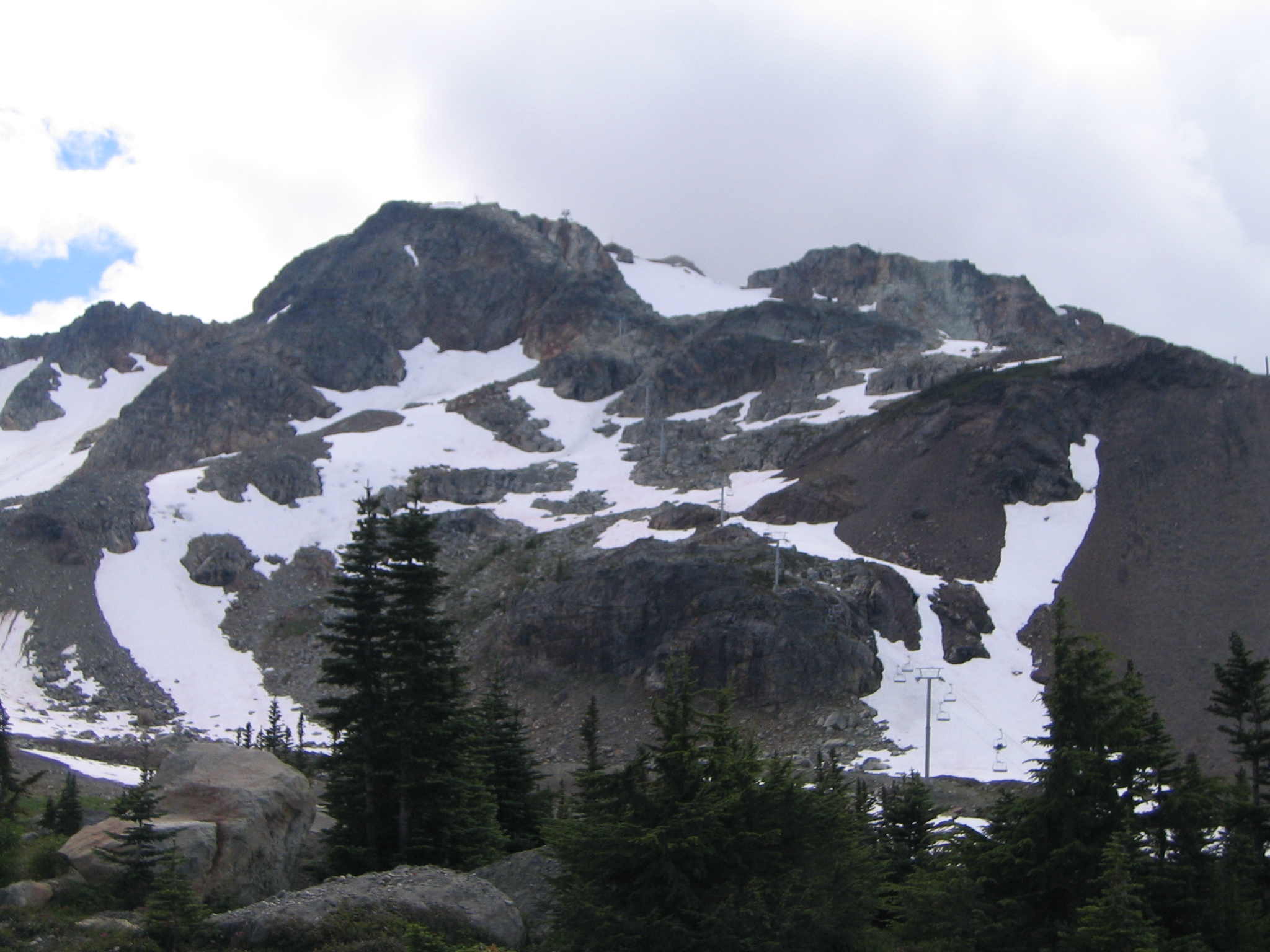
Whistler Mountain i augusti 2007.

Whistler Mountain är ett berg i bergskedjan Fitzsimmons Range i kanten av Garibaldi Provincial Park i provinsen British Columbia i Kanada. Här ligger skidorten Whistler-Blackcomb och staden Whistler.